# آنکوکوجی اکی
آنکوکوجی اِکِی (به ژاپنی: 安国寺恵瓊 Ankokuji Ekei) (۱۵۳۹ – ۶ نوامبر ۱۶۰۰) یک دایمیو و راهب ذن، فرقه رینزای در دوره سنگوکو و اوایل دوره ادو بود که به خاندان موری خدمت می‌کرد. در تهاجم ژاپن به کره (۱۵۹۸–۱۵۹۲) همراه با سپاه ششم به رهبری کوبایاکاوا تاکاکاگه به کره اعزام شد.
در نبرد سکیگاهارا (۱۶۰۰) او در جبهه سپاه غربی بود پس از شکست در جنگ به اسارت سپاه شرقی درآمد و در کیوتو، به همراه ایشیدا میتسوناری و کونیشی یوکیناگا سربریده شد.